# The Best of Praying Mantis
The Best of Praying Mantis è una raccolta di successi dei Praying Mantis pubblicata nel 2004.

## Tracce
1. Cheated – 3:54
2. Can't See The Angels – 5:22
3. A Cry For The New World – 5:29
4. Letting Go – 7:33
5. Journeyman – 7:03
6. Only The Children Cry – 4:32
7. Turn The Tables – 5:22
8. Don't Be Afraid Of The Dark – 5:36
9. Best Years – 7:46
10. Forever In Time – 7:05
11. Nowhere To Hide – 5:34
12. Naked (Re-Recorded Version) – 8:04
13. Captured City (LIVE) – 6:30